# Dimos Theos
Dimos (Demòstenes) Theos (Agrafa, 10 d'octubre de 1935 - Atenes, 28 d'octubre de 2018) va ser un director de cinema i de televisió grec. Per la seva pel·lícula Kierion va guanyar el premi al millor llargmetratge i el premi al millor director debut al 15è Festival de Cinema Grec de 1974, i que també va ser la primera pel·lícula grega a ser premiada al Festival Internacional de Cinema de Venècia.

## Biografia

### Primers anys
Dimos Theos va néixer a Agrafa, Karditsa el 10 d'octubre de 1935. Va arribar a Atenes el setembre de 1953 i, inicialment va trobar treball com a pintor escènic al teatre "Acròpolis". Després de treballar amb l'equip de l'Acropolis als platós de la pel·lícula Énklima sto Kolonáki, es va unir a l'equip de filmació del director i productor Tzanis Aliferis. Durant més de quinze anys va treballar com a ajudant de direcció en pel·lícules comercials com Éklapsa pikrá gia séna i Énas ntelikanís, on va col·laborar per primera vegada amb el director de fotografia Kostas Ferris, amb qui sovint treballarà junts en el futur.

### Com a director
El seu primer treball de direcció va ser el curtmetratge documental 100 óres tou Mái' el 1963, que va codirigir amb Fotos Lambrinos. La pel·lícula, una producció independent, descriu la dimensió política i social del recent assassinat del diputat d'esquerres Grigoris Lambrakis.
El 1967, abans de la dictadura del 21 d'abril, Theos va començar a dirigir el seu primer llargmetratge, Kierion. Kierion, una pel·lícula negra de primer ordre, descriu l'intent d'un periodista de trobar l'autèntic assassí d'un periodista estatunidenc, acusant-ne l’estat profund. El cas té referències clares a l'assassinat del periodista George Polk el 1948. Potser és la primera pel·lícula política grega i al mateix temps va inaugurar el moviment artístic anomenat Nou cinema grec. Molts directors coneguts posteriorment com Theo Angelópulos, Kostas Sfikas, Kostas Ferris, Stávros Tornés, Tonia Marketaki, Iorgos Panusópulos, etc hi van col·laborar en la seva creació. L'adveniment de la dictadura va interrompre la creació de la pel·lícula i Theos va fugir amb el seu material, inicialment a París i després a Anglaterra, on en va muntar una primera versió. La dictadura havia prohibit la projecció de la pel·lícula a Grècia, però es va projectar en festivals a l'estranger, inclòs el Festival Internacional de Cinema de Venècia de 1968, on va rebre un premi especial. Tornat a Grècia el 1974 després de la dictadura, Theos va aconseguir completar la pel·lícula, que va guanyar el premi al millor llargmetratge al XV Festival de Cinema Grec de Tessalònica, mentre que el mateix Theos va ser premiat com a millor director debutant. El mateix any va participar al festival I fónissa de Kostas Ferris, en la que Theos havia participat en l'escriptura del guió.

### Posterior carrera cinematogràfica
El següent llargmetratge de Theos, I diadikasia, l'any 1976, va marcar una nova direcció cap a un cinema assagístic lluny del cinema convencional. The Process va ser fortament desaprovat per l'audiència del 17th Thessaloniki Festival Una variació de la història d'Antígona, I diadikasia va ser fortament criticada per l'audiència del 17è Festival Internacional de Cinema de Tessalònica de 1969 i fou durament atacat per la crítica.
En els anys següents, Theos va estar actiu fora de la direcció cinematogràfica. Va tenir un petit paper com a Exoristos stin Kentrikos Leoforos de 1979, escrita i protagonitzada per Ferris, va ser el director de producció de la pel·lícula Τa ópla mou ríkhnun lulúdia i va editar la pel·lícula Balamós del seu amic Stávros Tornés. També va col·laborar amb l'espectacle Paraskénio. El 1982 va dirigir tres episodis de la sèrie ERT O Foniás, una adaptació televisiva del conte Poíos íton o fonéfs tou adelfoú mou de Iorgos Vizyenos. L'any següent va dirigir el documental Yperrealistikó happening sobre el moviment surrealista a Grècia.
El tercer llargmetratge de Theos va ser Kapetán Meïntános el 1987, que va continuar avançant per camins narratius poc convencionals. La història explica l'estudi de la vida del cabdill homònim del segle XVII per part d'un antic diplomàtic, en part a través dels testimonis de monjos, i explora el misteri d'una icona relacionada amb la vida de Meydanos. La naturalesa difícil de la pel·lícula va causar una forta desaprovació al 28è Festival Internacional de Cinema de Tessalónica de 1987 i fins i tot gairebé va provocar baralles al final de la seva projecció. La pel·lícula es va emetre l'any 1990 com a minisèrie per ERT.
Theos va tornar als documentals amb un documental de llarga durada sobre Apokálypsi tou Ioánnou i la sèrie Ellinismós kai Dýsi per a ERT1 que presentava la interacció d'aquests dos pols durant l'Edat Mitjana i el Renaixement. També va dirigir alguns episodis de la sèrie documental Edó genníthike i Evrópi. El seu darrer llargmetratge de ficció va ser Eleatis Xenos l'any 1996. L'argument de la pel·lícula tracta de la visita d'una jove filòloga alemanya a Atenes per trobar el seu pare a qui mai va conèixer, només per saber que ha mort. La pel·lícula explica la història de la seva recerca de les causes de la seva mort i la seva relació amorosa amb un jove músic.
El Festival Internacional de Cinema de Tessalònica de 2006 va homenatjar Theos per tot el seu treball amb una projecció retrospectiva de les seves pel·lícules.

## Obra escrita
Theos ha escrit la novel·la Maniák Béis així com alguns assaigs, com Formalismós i To aisthitikó kai to ieró. Alguns dels seus articles també s'han publicat a revistes.

## Altres activitats i vida personal
Va ensenyar cinema a l'escola Evgenia Hatzikou. També a partir de 1978 i durant una dècada, Theos també es va guanyar la vida com a llibreter de segona mà a Monastiraki, on era propietari de la llibreria O dikós sas Tipoúkeitos. Políticament, abans s'havia afiliat a l'EDA, mentre era secretari de la Unió de Tècnics de Cinema Grecs. Va morir el 28 d'octubre de 2018.